# How Religion Evolved and Why It Endures
How Religion Evolved and Why It Endures is een boek uit 2022 waarin de evolutionair psycholoog Robin Dunbar een theorie uiteenzet over waarom en hoe mensen religieus zijn. Zijn vertrekpunt is de vaststelling dat er geen cultuur bekend is zonder een vorm van religie. Dunbar vraagt zich af waar deze universele neiging tot religie vandaan komt, maar ook waarom religies voortdurend lijken te fragmenteren.

## Inhoud
In het eerste hoofdstuk bespreekt Dunbar het mystieke standpunt: een geloof in een geestenwereld die, wanneer betreden, overweldigende emoties losmaakt. Binnen het mystieke standpunt onderscheidt Dunbar de vatbaarheid van mensen om in trance te raken, hun geloof in een transcendentale wereld en in de mogelijkheid om verborgen krachten ter hulp te roepen. Zeer gesoficisticeerde methoden zijn ontwikkeld om in trance te raken (muziek, dans, ademhalingstechnieken, meditatie, vasten, psychoactieve drugs, enz.). Hoewel niet universeel, heeft het mystieke standpunt een diepe geschiedenis en is het als onderstroom breed aanwezig. Dunbar ziet het als de grondslag en de motor van alle religiositeit. Uit het bestaan van deze mystieke neiging kan niet worden afgeleid dat er ook effectief een corresponderende werkelijkheid is.
Vervolgens gaat Dunbar op zoek naar de evolutionaire voordelen van religie. Hoewel hij het plausibel vindt dat het een maladaptief nevenproduct kan zijn van psychologische mechanismen, acht hij het uitgesloten dat dit de enige verklaring zou zijn voor een fenomeen dat zoveel tijd en emoties vergt. Religieuze praktijken verbeteren de individuele fitness. Gelovigen blijken gelukkiger en gezonder te zijn, ongeacht of dit aan een placebo-effect is toe te schrijven. Bovendien helpt religie banden smeden, waaruit behalve een groter steunnetwerk ook voldoening wordt geput. In een diagram toont Dunbar de causale verbindingen tussen verschillende functies van religie. De voornaamste is samenhorigheid smeden om de stress van grote groepen te overwinnen en zo beter gewapend te zijn tegen externe bedreigingen. Eens religie om die reden is geëvolueerd, komen er secundaire functies bij: gezondheidsvoordelen, een beter begrip van de wereld, betere samenwerking.
Religie kon ontstaan eens er taal was. Cognitief berust het op de mystieke houding, een vermogen dat steunt op de hoge mentaliserende vaardigheid van de moderne mens, en op endorfine. Mentaal vereist een communale religie vijf graden van intentionaliteit ("Ik geloof dat jij denkt dat we alle twee weten dat God bestaat en de intentie heeft ons te straffen"). Het endorfinesysteem kan trancestaten creëren waarin iemand immersie in een ander bewustzijn ervaart. Dit transcendentale vermogen is psychologisch zeer krachtig omdat het het neurobiologische systeem voor sociale binding activeert. Zingen, dansen, feesten en vertellen zijn krachtige middelen van gemeenschapsvorming. De synchroniciteit van deze rituelen maakt endorfine vrij. In tegenstelling tot andere vormen van bindingsgedrag is religie ook enorm schaalbaar, waardoor het gelijke tred kan houden met vergroting van de gemeenschappen.
Aan het begin van het neolithicum groeide de bevolking in het Nabije Oosten en deed zich een vergroting van de gemeenschappen voor. De drijfveer hiervoor waren raids en het zoeken van bescherming ertegen door onderlinge bijstand. Het ontstaan van defensieve dorpen noopte op economisch vlak tot landbouw. Omdat grotere gemeenschappen beduidend meer interne frictie en geweld kenden, waren er mechanismen nodig om de sociale cohesie te verhogen. Een cruciaal antwoord hierop was het ontstaan van doctrinale religies met hoge moraliserende goden, meer formele rituelen en religieuze specialisten. Door gedeeld geloof en gedeelde rituelen werd een samenhorigheidsgevoel gecreëerd dat individuen innerlijk motiveerde om zich aan de gemeenschap te hechten. De nieuwe offers en de rituelen die ermee verband hielden, gingen vooraf aan de sociale stratificatie en politieke complexiteit. De rituelen maakten gestratificeerde samenlevingen mogelijk en dat liet op zijn beurt grotere gemeenschappen toe (religie → sociale complexiteit → bevolkingsomvang). 
De eerste formele rituelen waren erop gericht grillige en wraakzuchtige goden gunstig te stemmen zodat ze de gemeenschap niet zouden straffen. Hiervoor waren offers nodig, en soms ook mensenoffers. Dergelijke religies rond goddelijke vergelding ontstonden vanaf 6000 v.Chr. en in het bijzonder omstreeks 2500 v.Chr. in samenlevingen met honderdduizend inwoners of meer. Een verdere stap was het ontstaan van hoge moraliserende goden die belang stelden in menselijk welzijn en persoonlijk gedrag. Ze vaardigden morele voorschriften met een disciplinerende werking uit: wie gehoorzaamde werd beloond, en overtreders werden gestraft, in dit leven of in een hiernamaals. Hoge moraliserende goden deden hun intrede in rijken waarvan de bevolking het miljoen overschreed. In de causale ketting kwam de oplossing echter niet vóór het probleem: het was de sociale complexiteit die noopte tot stabiliserende mechanismen en die zo de drijvende kracht was achter de evolutie van hoge moraliserende goden in de axiale periode (circa 500 v.Chr.). 
Er lijkt een opeenvolging van demografisch opgelegde glazen plafonds te bestaan, waarvan het doorbreken een toename in religieuze complexiteit vergt. Wanneer geen religieuze oplossing wordt gevonden, blijft een samenleving vastzitten in termen van schaalgrootte of is er zelfs fragmentatie en regressie. Het volle effect van het agricultureel surplus en de verstedelijking wordt dan niet bereikt. Een voedselsurplus is ook nodig om een priesterklasse te doen ontstaan.
Schematiserend bestaan er ruwweg twee soorten religies: sjamanistische of immersieve, en doctrinale. De overgang van het eerste naar het tweede type valt uiteen in vier sequentiële fasen, telkens samengaand met een bepaalde demografie:
1. Ancestrale religies, informeel en immersief, waren bedoeld om groepen jager-verzamelaars samen te smeden. Ze kenden geen formele goden, maar mogelijk wel geesten en een geestenwereld die door trance kon worden betreden. Het ging om kleinschalige samenlevingen (100 à 200 mensen in kampen van 30 à 50).
2. In de tweede fase traden gespecialiseerde genezers en waarzeggers op het voorplan. Ze stelden zich in verbinding met specifieke geesten die aandoeningen als onvruchtbaarheid en misvormingen konden verhelpen. Er was nog altijd geen moraal of theologie.
3. De permanente nederzettingen die in het neolithicum ontstonden, deden boven de 300-400 bewoners de derde fase ingaan, met meer formele religies. Er waren lokale goden en geformaliseerde rituelen, priesters en rituele ruimten. De vele goden waren doorgaans zowel goed- als kwaadaardig en toonden zich voornamelijk geïnteresseerd in de mensenwereld wanneer een gebrek aan offers moest worden bestraft.
4. De vierde fase ving aan rond 2000 v.Chr. met de eerste stadstaten en rijken. De rituele complexiteit nam toe en de goden individualiseerden zich en kregen een specifiek takenpakket. Er was een theologisch gegronde moraal waarop een priesterklasse toezag. In het axiale tijdperk kwamen er ook hoge moraliserende goden bij en monotheïsme. Het antagonisme tegenover andere religies nam toe. Door hun theologische strakheid konden monotheïstische religies zeer grote gemeenschappen samenbinden en brede allianties onderstutten.

Hoewel sequentieel, is er binnen de latere fasen nog steeds een kern uit de eerdere fasen aanwezig. Het kan worden gezien als een aangroei van lagen, waarbij de oudere lagen zorgen voor de emotionele gehechtheid. Behalve mogelijk een informele religie onder Neanderthalers en andere archaïsche mensensoorten, is religie een fenomeen van de anatomisch moderne mens. Aangezien diens cognitieve capaciteiten in essentie onveranderd zijn gebleven, is de religieuze evolutie doorheen de vier fasen cultureel gedreven, in antwoord op de toenemende problemen van sociale cohesie gesteld door de demografie. 
Nagenoeg alle wereldreligies zijn ontstaan in de noordelijke subtropische zone. In de tropen is de selectiedruk van dodelijke ziekten zo sterk dat het voor religieuze differentiatie heeft gezorgd, als een manier om de menselijke omgang te beperken. Door isolatie vermijdt men ziekten op te lopen waarvoor men geen immuniteit heeft. In gebieden met een hogere ziektelast zijn er meer tribale religies met gemiddeld een kleiner aantal aanhangers. Andere manieren om de sociale interacties met vreemden te beperken zijn taalverschil en collectivisme binnen de stam. Deze fenomenen kennen eenzelfde geografisch patroon. Hoe dichter bij de evenaar, hoe langer de vegetatieperiode, dus hoe meer men zelfvoorzienend kan zijn en omgang kan minimaliseren. In de subtropische zone was de vegetatieperiode lang genoeg en de ziektelast laag genoeg om perfecte condities te scheppen voor snelle bevolkingstoename.
Doctrinale religies kampen voortdurend met het risico op fragmentatie door de vorming van cultussen. Charismatische leiders spelen daarbij een cruciale rol. Ze lijden vaak aan psychopathologieën die hen geschikt maken voor trance. Hun volgelingen zijn zeer toegewijd aan deze atypische individuen en schrijven hen vaak mirakels toe, volgens het principe van het minimaal contra-intuïtieve (inbreuken op de natuurwetten, maar niet zo flagrant dat ze niet langer plausibel zijn). Tussen goeroe's en leerlingen bestaat doorgaans een persoonlijke band waarbij aanraking centraal staat. Het proxemische verlangen wordt niet zelden seksueel uitgebuit door de leider. De neiging om intieme groepen te vormen wortelt diep in de menselijke psyche en wint het vaak van de top-down-mechanismen waarmee grootschalige gemeenschappen worden samengehouden.
Onder de doctrinale superstructuur van de grote religies liggen oudere, sjamanistische vormen ingebed die een appel doen aan de emoties van de gelovigen. Religie is immers meer een emotioneel dan een intellectueel gegrond fenomeen. Voor het versterken van het samenhorigheidsgevoel doet religie een beroep op de natuurlijke wij-tegen-zij-psychologie. Waar dit op kleine schaal goed functioneert, leidt het op de schaal van wereldreligies zonder uitzondering tot conflict en militant geweld. Religie wordt dan gebruikt om vooroordeel en discriminatie tegenover naburige groepen te verantwoorden. Voor het individu brengt religie onmiskenbare voordelen, maar voor de potentie tot massageweld – veel groter dan bij eender welke seculaire wereldbeschouwing – is er nog geen oplossing.
De neergang van de religiositeit in het westen lijkt verband te houden met welvaart: er is minder nood aan troost voor armoede en ongelijkheid. In de minder gegoede bevolkingslagen blijft religie echter ook in het westen sterk aanwezig. Zelfs voor niet-gelovigen verleent religieuze symboliek grootsheid en plechtigheid wanneer ze wordt geïncorporeerd in nationale rituelen. Pogingen om seculaire religies te creëren zijn niet succesvol geweest, met uitzondering misschien van de nationalistische nazi-mythologie. Religie is een diepmenselijke trek en Dunbar vindt het moeilijk in te zien wat er in de plaats zou kunnen komen. Ten goede of ten kwade, als fenomeen zal religie waarschijnlijk blijven bestaan, zij het ongetwijfeld met een andere inhoud.

## Recensies
The Guardian besprak het boek positief en waardeerde het krachtige centrale argument, het uitstekende overzicht van alternatieve theorieën en de levendige voorbeelden.
De Financial Times noemde het boek intellectueel verreikend en trefzeker, ondanks enkele kleine foutjes.

## Voetnoten
1. ↑  How Religion Evolved by Robin Dunbar review – sharp history of belief, The Guardian, 10 april 2022. Gearchiveerd op 5 juni 2023.
2. ↑  How Religion Evolved — Robin Dunbar’s history of human belief, Financial Times, 12 april 2022. Gearchiveerd op 17 juli 2022.